# Plumigorgia
Plumigorgia is een geslacht van neteldieren uit de klasse van de Anthozoa (bloemdieren).

## Soorten
- Plumigorgia astroplethes Alderslade, 1986
- Plumigorgia hydroides Nutting, 1910
- Plumigorgia schuboti Alderslade, 1986
- Plumigorgia terminosclera Alderslade, 1986
- Plumigorgia wellsi Bayer, 1955